# Pseudocaranx
Genre
Pseudocaranx est un genre de poissons perciformes de la famille des Carangidae.

## Liste des espèces
Selon FishBase (30 janv. 2016) et World Register of Marine Species (30 janv. 2016) :
- Pseudocaranx chilensis (Guichenot, 1848)
- Pseudocaranx dentex (Bloch et Schneider, 1801) — Carangue dentue
- Pseudocaranx dinjerra Smith-Vaniz & Jelks, 2006
- Pseudocaranx wrighti (Whitley, 1931)